# 紅茶花伝
紅茶花伝（こうちゃかでん）は日本コカ・コーラが販売している紅茶のブランド名。

## 歴史
茶飲料全般のブランドであった「SIMBA」（神葉・シンバ）より、紅茶飲料のみ1992年2月に分化、販売を開始した。能の理論を記した書物『風姿花伝』をもじったものが「紅茶花伝」という名前の由来となっている。流通時の伝票上の略称は「KK」。「KOCHAKADEN」というブランド名で製品を販売していた事もあったが、そちらは現在販売を終了している。
発売当初は競合の参入もあり苦戦していた
1995年、牛乳受け入れ設備が完成したことに伴い、「紅茶花伝 ロイヤルミルクティー」を販売した。この当時の缶入り紅茶は350ml缶が中心であり、味わいもさらりとした飲みやすいものが多かったのに対し、「ロイヤルミルクティー」は缶の容量をあえて280mlとし、粉乳ではなく牛乳を用いたことで、高級感のある味わいを目標とした。発売当時あまり紅茶になじみのなかった若年層をメインに訴求した結果、1995年〜2000年ごろに売り上げが伸び、のちにこの製品は主力商品として位置づけられた。
また、発売25年目に当たる2019年にはパッケージや味覚設計をリニューアルした。日本コカ・コーラ社はこのリニューアルの背景の一つとして、非ユーザーから古めかしさや甘ったるいという印象から敬遠されていたことを挙げており、ミルクティーの飲用率が最も高い10代～20代を狙っていたことを明かしている。リニューアルの一環として、地域や販売チャネルにより取り扱いサイズが異なっていた500mlPET・470mlPET・410mlPETはまとめて終売、440mlPETに集約された。リニューアル直後、好調につき販売休止となったため、代替製品として370mlボトル缶も販売された。また、リニューアルにより、メインターゲットである10～20代以外に加え、30代以上の購入率も上がった。さらに、これまではおやつ時や仕事の終わりに飲まれる割合が高かったのに対し、リニューアル後は午前中の購入率も上がり、コカ・コーラは味覚設計の変更により授業や仕事の合間に飲まれるようになったと見ている。
一方、紅茶花伝にはミルクティーにとどまらず、「総合紅茶ブランド」になるという目標があり、2018年から展開されたフルーツティーシリーズ「紅茶花伝 クラフティー」シリーズがその構想の第一歩となっただけでなく、日本国内におけるフルーツティー市場の活性化につなげた。コカ・コーラはロイヤルミルクティーに次いで人気のあるレモンティー分野でも存在感を示すため、2020年10月には「紅茶花伝 クラフティー レモネード」を発売した。この製品はトライアルが多かったものの、リピート購入に至らないケースが多かった。これについてコカ・コーラ側は、本格的なレモネードというコンセプトに、苦みも含めてレモンを主体とした味覚設計にしたのに対し、ユーザは甘い味わいを期待していたと分析している。同社はこの反省として、レモンティーの愛好家が求めるものを調査したうえで、甘さや酸味、そしてさわやかさを主体とした「紅茶花伝 クラフティー 贅沢しぼりレモンティー」を2021年に発売した。
2021年3月にはブランドとしての統一感を強める方針を立て、無糖紅茶「紅茶花伝 無糖ストレートティー」を発売した。紅茶花伝は無糖紅茶の中でも後発にあたるが、「エスプレッソ製法」と呼ばれる高圧・短時間で抽出する製造方法がアピールポイントとして据えられた。

### ブランド誕生から30周年
2022年3月7日、ブランド誕生から30周年を期して、ブランドアンバサダーには女優の小芝風花を起用。3製品をリニューアルし、前年に発売した製品も合わせて主力5製品のパッケージもブランド誕生30周年を記念したアニバーサリーデザインに刷新。小芝がイメージキャラクターの架空の紅茶専門紙「TEA TIMES」の記者に扮した新キャンペーンでは、30周年を迎える「紅茶花伝」のおいしさを、CM以外にもデジタル広告、店頭施策などを積極的に展開して発信する。
2023年4月24日より、主力5製品のリニューアルと新製品の発売を記念した『ONE PIECE』とのコラボキャンペーンの一環として、小芝らによるLIVE配信「新・紅茶花伝 誕生記念LIVE 配信 〜小芝風花とルフィ&サンジ 一夜限りの共演!!!〜」や、アニメ『ONE PIECE』放送に合わせた限定コラボCMの放映などのキャンペーンが展開される。

## 受容
チベット仏教の精神的指導者であるダライ・ラマ14世は、来日した際にコンビニエンスストアを訪れ、好物である紅茶花伝を飲んでくつろぐ姿が何度も撮影されている。

## 商品ラインナップ

### 現行
2025年3月現在
- ロイヤルミルクティー（440mlPET/280mlPET温冷兼用/270mlボトル缶/280g缶） - 1995年発売のロングセラー製品。
- 無糖 アールグレイアイスティー（650mlPET） [10]
- クラフティー（440mlPET/410mlPET） - 2018年に初めて発売されたフルーツティーシリーズ[1]。
  - 贅沢しぼりオレンジティー
  - 贅沢しぼりピーチティー
  - 贅沢しぼりレモンティー
  - 贅沢しぼり白ぶどうフルーツティー
  - アイスアップルティー[11]
  - グレープミックスティー[12]
- デザート（280mlPET） - 新シリーズ。ゼリー仕立てのデザートティー[13]。
  - とろけるピーチティー[14]
- ロイヤルレモンティー（280g缶）
- メープルティーラテ（440mlPET/280mlPET温冷兼用）[15]
- 沖縄限定販売商品[16]
  - ガーデンレモンティー（2000mlPET/950mlPET/500mlPET/500g缶/350g缶/250g缶）
  - ガーデンシークァーサーティー（500mlPET）

### 過去

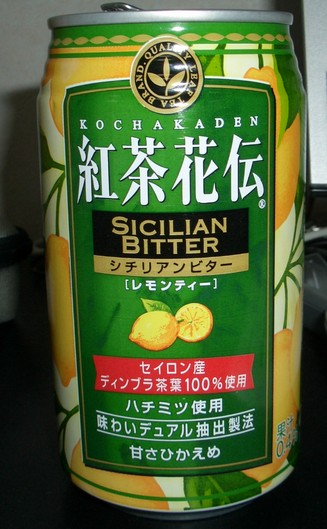
紅茶花伝 シチリアンビターレモンティー350g缶

| 商品名                                          | 発売時期      | 容量                                              | 備考 |
| ----------------------------------------------- | ------------- | ------------------------------------------------- | --- |
| ダージリンハーブティー                          | 1992年        | 340g缶                                            | |
| ダージリンティー                                | 1992年        | 340g缶/1500mlPET                                  | |
| ミルクティー                                    | 1992年        | 340g缶/250g缶                                     | |
| レモンティー                                    | 1992年        | 340g缶/250g缶                                     | |
| オレンジピコー                                  | 1993年        | 340g缶                                            | |
| ストレートティー                                | 1995年        | 340g缶                                            | |
| セイロンレモンティー                            | 1994年頃      | 340g缶/1500mlPET                                  | 沖縄限定 |
| セイロンアップルティー                          | 1994年頃      | 340g缶                                            | 沖縄限定 |
| アイスピーチティー                              | 1995年発売    | 280g缶                                            | |
| ガーデンレモンティー                            | 1996年発売    | 500mlPET                                          | 全国版初代 |
| ガーデンレモンティー フルーツの自然な甘み       | 1997年        | 280ml缶/345g増量缶/500mlPET                       | 全国版2代目 |
| イングリッシュストレートティー                  | 1995年発売    | 280g缶                                            | |
| ファインアロマストレート                        | 1998年発売    | 280g缶                                            | 近畿・中国・四国では1998年4月20日に340g缶、500mlPETおよび1.5LPETが発売された |
| エンジェルベリー                                | 2001年9月     | 280g缶/500mlPET                                   | ストレートティにラズベリーを配合 |
| シトラスルビー                                  | 2002年発売    | 280g缶/500mlPET                                   | セイロン茶葉であるキャンディーやディンブラに、ピンクグレープフルーツの香りを配合 |
| チャイ                                          | 2002年        | 190g缶                                            | |
| クイーン ラ・フランス                           | 2003年9月22日 | 500mlPET                                          | |
| Extra Rich バニラミルクティー                   | 2004年2月17日 | 190gボトル缶                                      | |
| トロピカルアイスティー                          | 2004年        | 500mlPET                                          | 夏季限定 |
| ミスティーダージリン ストレートティー           | 2006年発売    | - 340g缶 - 280mlPET - 500mlPET - 1LPET - 1.5LPET  | |
| オータムバスケット フレーバーティー             | 2006年        | 500mlPET                                          | |
| ティーショット ストレートティー                 | 2005年        | 500mlPET                                          | |
| ティーショット ミルクティー                     | 2005年        | 190g缶                                            | |
| ティーショット ストロングストレートティー       | 2006年発売    | 190g缶                                            | |
| ティーストレート（無糖）                        | 2006年発売    | 500mlPET                                          | |
| シチリアンビター レモンティー                   | 2006年        | - 340g缶 - 280mlPET - 500mlPET - 1LPET - 1.5LPET  | ロイヤルレモネードティーに継承 |
| カナディアンゴールド アップルティー             | 2007年        | 500mlPET                                          | |
| オレンジトパーズ オレンジティー                 | 2007年        | 500mlPET                                          | |
| クロスモード リフレッシュレモン                 | 2007年        | 450mlスリムボトル                                 | |
| 黒砂糖入り焙煎紅茶                              | 2007年        | 450mlスリムボトル                                 | |
| ノンカロリーストレート                          | 2007年        | 450mlスリムボトル                                 | |
| ロイヤルレモネードティー                        | 2008年発売    | 280mlPET 470mlPET                                 | ディンブラ茶葉の紅茶にレモン果汁とピール、およびクローバーはちみつを配合 のちにロイヤルレモンティーへ継承                                                                            |
| ロイヤルストレートティー                        | 2008年        | - 280mlPET - 470mlPET - 950mlPET                  | ダージリンとアッサムのブレンド茶葉使用。2008年に発売し、一度終売していたが、2017年5月にリニューアルし再発売。950mlPETは「ジョージアカフェ アイスコーヒー」と同じ容器を採用している。 |
| クリアビターミルクティー                        | 2009年発売    | 500mlPET                                          | |
| スパークリング ティーロワイヤル                 | 2009年発売    | 410mlPET                                          | |
| マイルドミルクティー                            | 1250mlPET     | 北海道限定スマートボトル                          | |
| ミルクティー                                    | 2010年発売    | 480g缶                                            | 沖縄限定 |
| プレミアムティーラテ                            | 2011年        | 190g缶                                            | |
| ブラックティーショット                          | 2011年        | 190g缶                                            | |
| 薫る桜 ロイヤルミルクティー                     |               |                                                   | 春季限定 |
| とろける桜 ロイヤルミルクティー                 |               |                                                   | 春季限定 |
| さくらんぼ香る ロイヤルミルクティー             | 2016年        |                                                   | 春季限定 |
| SWEETマンゴー ロイヤルミルクティー              | 2009年7月     |                                                   | 夏季限定 |
| くちどけカラメル ロイヤルミルクティー           | 2008年        |                                                   | 秋季限定 |
| アーモンドキャラメル ロイヤルミルクティー       | 2017年9月4日  | 410mlPET                                          | 秋季限定 |
| ビターアーモンドキャラメル ロイヤルミルクティー |               |                                                   | 秋季限定 |
| とろけるショコラ ロイヤルミルクティー           | 2013年        |                                                   | 秋季限定 |
| とろけるショコラ ロイヤルミルクティーHOT        | 2014年発売    | HOT専用280mlPET                                   | |
| クリーミーいちご ロイヤルミルクティー           |               |                                                   | 冬季限定 |
| 苺ミルフィーユ ロイヤルミルクティー             |               |                                                   | 冬季限定 |
| とろける苺 ロイヤルミルクティー                 |               |                                                   | 冬季限定 |
| サクラさくらんぼ ロイヤルミルクティー           | 2017年1月9日  |                                                   | サクランボフレーバーを配合した冬季限定品で、パッケージは合格祈願仕様となっている。                                                                                                   |
| ストレートティー                                |               |                                                   | 沖縄限定 |
| アップルティー                                  |               |                                                   | 沖縄限定 |
| 大人の薫るミルクティー                          | 備考欄参照    | 280ml温冷兼用PET 270mlボトル缶                    | 2015年3月発売、2016年6月に北海道限定でボトル缶発売。 |
| とろけるキャラメル ロイヤルミルクティー         |               | 350mlPET                                          | ファミリーマート限定 のちに薫るキャラメルに継承。 |
| アイスミルクティー                              |               | 280g缶/500mlPET                                   | 季節限定品。2017年3月にリニューアルし再発売。 |
| ロイヤルレモンティー                            | 2017年        | 280g缶                                            | セイロン茶葉使用。2017年にロイヤルレモネードティーから名称変更。2020年8月にリニューアル。同時に340g缶から280g缶に変更された。北陸エリア限定。                                        |
| クラフティー 贅沢しぼりオレンジティー           | 2018年        | 440mlPET                                          | 当初は410mlPETでの販売だったが、2020年にロイヤルミルクティーと同じ440mlPETとなる。2019年、夏季のみ280mlPETも販売。                                                                   |
| クラフティー 贅沢しぼりピーチティー             | 2018年        | 440mlPET                                          | 贅沢しぼりオレンジティー同様、2020年にロイヤルミルクティーと同じ440mlPETとなる。 |
| クラフティー レモネード                         | 2020年10月    | 440mlPET                                          | |
| ガーデンレモンティー                            | 1996年発売    | - 2000mlPET - 500mlPET - 500g缶 - 350g缶 - 250g缶 | 2020年3月にリニューアル。沖縄限定、かつ250g缶はタウンプラザかねひで限定。 |
| ガーデンシークヮーサーティー                    | 2020年6月     | 500mlPET                                          | 沖縄限定。 |
| クラフティー ころころ果実のフルーツティー       | 備考欄参照    | 370gチルドカップ                                  | 2020年10月より、東日本のファミリーマート限定で先行発売（西日本は11月より販売）。紅茶花伝ブランド初のチルドカップ飲料。JANコードは製造者のアグリテクノ株式会社の番号となっている。    |
| ころころバナナのミルクティー                    | 2020年10月    | 370gチルドカップ                                  | ころころ果実のフルーツティーと同時発売。 |
| 無糖ストレートティー                            | 2021年3月8日  | 440mlPET、270ml缶                                 | シリーズ初の無糖紅茶。同年10月11日、パッケージ刷新。2023年、主力製品のリニューアルに伴い販売終了。                                                                                   |